# (2037) Tripaxeptalis
(2037) Tripaxeptalis ist ein Asteroid des Hauptgürtels, der am 25. Oktober 1973 vom Schweizer Astronomen Paul Wild, vom Observatorium Zimmerwald der Universität Bern aus, entdeckt wurde.
Der Asteroid trägt den Phantasienamen „tri pax ept alis“, d. h. drei (679) Pax sieben (291) Alice, denn 3 × 679 = 7 × 291 = 2037.